# Canton de Pechbonnieu
Le canton de Pechbonnieu est une circonscription électorale française du département de la Haute-Garonne créée par le décret du 13 février 2014 et entrée en vigueur lors des élections départementales de 2015.

## Histoire
Un nouveau découpage territorial de la Haute-Garonne entre en vigueur à l'occasion des élections départementales de mars 2015. Il est défini par le décret du 13 février 2014, en application des lois du 17 mai 2013 (loi organique 2013-402 et loi 2013-403). Les conseillers départementaux sont, à compter de ces élections, élus au scrutin majoritaire binominal mixte. Les électeurs de chaque canton élisent au Conseil départemental, nouvelle appellation du Conseil général, deux membres de sexe différent, qui se présentent en binôme de candidats. Les conseillers départementaux sont élus pour 6 ans au scrutin binominal majoritaire à deux tours, l'accès au second tour nécessitant 12,5 % des inscrits au 1er tour. En outre la totalité des conseillers départementaux est renouvelée. Ce nouveau mode de scrutin nécessite un redécoupage des cantons dont le nombre est divisé par deux avec arrondi à l'unité impaire supérieure si ce nombre n'est pas entier impair, assorti de conditions de seuils minimaux. Dans la Haute-Garonne, le nombre de cantons passe ainsi de 53 à 27.
Le canton de Pechbonnieu est formé de communes des anciens cantons de Montastruc-la-Conseillère (11 communes), de Verfeil (7 communes), de Toulouse 15e Canton (6 communes) et de Fronton (2 communes). Le canton est entièrement inclus dans l'arrondissement de Toulouse. Le bureau centralisateur est situé à Pechbonnieu.

## Représentation
| Période élective | Période élective | Mandat | Mandat   | Identité                   | Nuance | Nuance | Qualité                                                                                |
| ---------------- | ---------------- | ------ | -------- | -------------------------- | ------ | ------ | -------------------------------------------------------------------------------------- |
| 2015             | 2021             | 2015   | 2021     | Didier Cujives             |        | PS     | Chef d'entreprise, maire de Paulhac (1997-2024)                                        |
| 2015             | 2021             | 2015   | 2021     | Sabine Geil-Gomez          |        | PS     | Éducatrice, maire de Pechbonnieu (depuis 2001) Présidente de la Communauté de Communes |
| 2021             | 2028             | 2021   | 2024     | Didier Cujives (Démission) |        | PS     | Maire de Paulhac (1997-2024)                                                           |
| 2021             | 2028             | 2024   | en cours | Émile Étoile (Remplaçant)  |        | PS     | Auto-entrepreneur dans le bâtiment                                                     |
| 2021             | 2028             | 2021   | en cours | Sabine Geil-Gomez          |        | PS     | Maire de Pechbonnieu (depuis 2001)                                                     |

### Résultats détaillés

#### Élections de mars 2015
À l'issue du 1er tour des élections départementales de 2015, trois binômes sont en ballottage : Didier Cujives et Sabine Geil-Gomez (PS, 35,73 %), Fabrice Pezzuto et Peggy Sosnowski (FN, 24,64 %) et Jean-Bernard De Cools et Magali Mirtain (Union de la Droite, 23,19 %). Le taux de participation est de 57,25 % (17 725 votants sur 30 962 inscrits) contre 52,11 % au niveau départemental et 50,17 % au niveau national.
Au second tour, Didier Cujives et Sabine Geil-Gomez (PS) sont élus avec 47,11 % des suffrages exprimés et un taux de participation de 58,12 % (8 090 voix pour 17 996 votants et 30 962 inscrits).

#### Élections de juin 2021
Le premier tour des élections départementales de 2021 est marqué par un très faible taux de participation (33,26 % au niveau national). Dans le canton de Pechbonnieu, ce taux de participation est de 38,39 % (13 162 votants sur 34 286 inscrits) contre 36,67 % au niveau départemental. À l'issue de ce premier tour, deux binômes sont en ballottage : Didier Cujives et Sabine Geil-Gomez (Union à gauche, 44,13 %) et Sonia Decamps et Franck Lakiotis (RN, 21,03 %).
Le second tour des élections est marqué une nouvelle fois par une abstention massive équivalente au premier tour. Les taux de participation sont de 34,36 % au niveau national, 36,26 % dans le département et 36,88 % dans le canton de Pechbonnieu. Didier Cujives et Sabine Geil-Gomez (Union à gauche) sont élus avec 73,94 % des suffrages exprimés (8 756 voix pour 12 647 votants et 34 293 inscrits),,.

## Composition
Le canton de Pechbonnieu comprend vingt-six communes entières.
| Nom                                 | Code Insee | Intercommunalité        | Superficie (km2) | Population (dernière pop. légale) | Densité (hab./km2) | Modifier                                    |
| ----------------------------------- | ---------- | ----------------------- | ---------------- | --------------------------------- | ------------------ | ------------------------------------------- |
| Pechbonnieu (bureau centralisateur) | 31410      | CC des Coteaux Bellevue | 7,52             | 4 792 (2022)                      | 637                | modifier les données · modifier les données |
| Azas                                | 31038      | CC Tarn-Agout           | 12,83            | 670 (2022)                        | 52                 | modifier les données · modifier les données |
| Bazus                               | 31049      | CC des Coteaux du Girou | 9,13             | 600 (2022)                        | 66                 | modifier les données · modifier les données |
| Bonrepos-Riquet                     | 31074      | CC des Coteaux du Girou | 5,69             | 295 (2022)                        | 52                 | modifier les données · modifier les données |
| Castelmaurou                        | 31117      | CC des Coteaux Bellevue | 16,77            | 4 491 (2022)                      | 268                | modifier les données · modifier les données |
| Garidech                            | 31212      | CC des Coteaux du Girou | 7,11             | 1 899 (2022)                      | 267                | modifier les données · modifier les données |
| Gauré                               | 31215      | CC des Coteaux du Girou | 13,47            | 467 (2022)                        | 35                 | modifier les données · modifier les données |
| Gémil                               | 31216      | CC des Coteaux du Girou | 2,81             | 415 (2022)                        | 148                | modifier les données · modifier les données |
| Gragnague                           | 31228      | CC des Coteaux du Girou | 13,04            | 2 428 (2022)                      | 186                | modifier les données · modifier les données |
| Labastide-Saint-Sernin              | 31252      | CC des Coteaux Bellevue | 4,97             | 1 946 (2022)                      | 392                | modifier les données · modifier les données |
| Lapeyrouse-Fossat                   | 31273      | CC des Coteaux du Girou | 9,49             | 2 983 (2022)                      | 314                | modifier les données · modifier les données |
| Lavalette                           | 31285      | CC des Coteaux du Girou | 13,75            | 798 (2022)                        | 58                 | modifier les données · modifier les données |
| Montastruc-la-Conseillère           | 31358      | CC des Coteaux du Girou | 15,49            | 3 719 (2022)                      | 240                | modifier les données · modifier les données |
| Montberon                           | 31364      | CC des Coteaux Bellevue | 6,35             | 3 121 (2022)                      | 491                | modifier les données · modifier les données |
| Montjoire                           | 31383      | CC des Coteaux du Girou | 20,29            | 1 262 (2022)                      | 62                 | modifier les données · modifier les données |
| Montpitol                           | 31388      | CC des Coteaux du Girou | 5,96             | 341 (2022)                        | 57                 | modifier les données · modifier les données |
| Paulhac                             | 31407      | CC des Coteaux du Girou | 14,03            | 1 250 (2022)                      | 89                 | modifier les données · modifier les données |
| Roquesérière                        | 31459      | CC des Coteaux du Girou | 10,64            | 882 (2022)                        | 83                 | modifier les données · modifier les données |
| Rouffiac-Tolosan                    | 31462      | CC des Coteaux Bellevue | 4,67             | 2 186 (2022)                      | 468                | modifier les données · modifier les données |
| Saint-Geniès-Bellevue               | 31484      | CC des Coteaux Bellevue | 3,78             | 2 492 (2022)                      | 659                | modifier les données · modifier les données |
| Saint-Jean-Lherm                    | 31489      | CC des Coteaux du Girou | 7,92             | 430 (2022)                        | 54                 | modifier les données · modifier les données |
| Saint-Loup-Cammas                   | 31497      | CC des Coteaux Bellevue | 3,65             | 2 343 (2022)                      | 642                | modifier les données · modifier les données |
| Saint-Marcel-Paulel                 | 31501      | CC des Coteaux du Girou | 7,10             | 481 (2022)                        | 68                 | modifier les données · modifier les données |
| Saint-Pierre                        | 31511      | CC des Coteaux du Girou | 4,74             | 261 (2022)                        | 55                 | modifier les données · modifier les données |
| Verfeil                             | 31573      | CC des Coteaux du Girou | 41,23            | 3 867 (2022)                      | 94                 | modifier les données · modifier les données |
| Villariès                           | 31579      | CC des Coteaux du Girou | 7,33             | 879 (2022)                        | 120                | modifier les données · modifier les données |
| Canton de Pechbonnieu               | 3110       |                         | 269,76           | 45 298 (2022)                     | 168                | modifier les données                        |

## Démographie
En 2022, le canton comptait 45 298 habitants, en évolution de +8,59 % par rapport à 2016 (Haute-Garonne : +8,02 %, France hors Mayotte : +2,11 %).
| 2013   | 2018   | 2022   |
| ------ | ------ | ------ |
| 40 077 | 42 424 | 45 298 |